# Father of the Year
 Father of the Yea (dansk: Årets far) er en amerikansk komediefilm fra 2018. Filmen er instrueret af Tyler Spindel og blev udgivet på Netflix den 11. maj 2018.

## Medvirkende
| Skuespiller     | Rolle         |
| --------------- | ------------- |
| David Spade     | Wayne         |
| Nat Faxon       | Mardy         |
| Joey Bragg      | Ben           |
| Matt Shively    | Larry         |
| Bridgit Mendler | Meredith      |
| Jackie Sandler  | Krystal       |
| Mary Gillis     | Ruth          |
| Ashley Spillers | Olivia        |
| Kevin Nealon    | Peter Francis |